# 80-та паралель південної широти

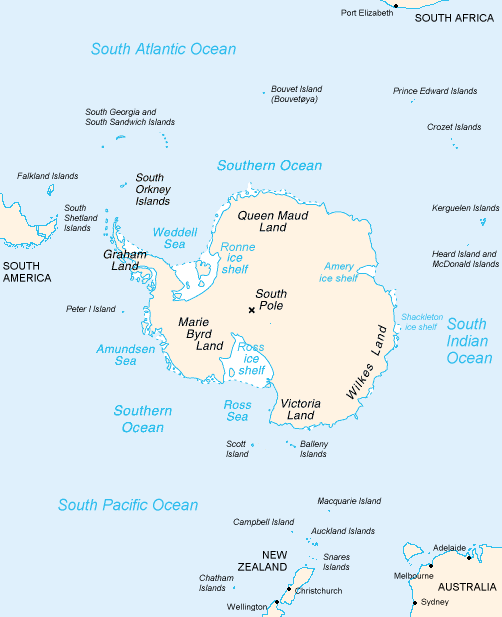
Мапа Антарктиди

80-та паралель південної широти — лінія широти, що лежить на 80 градусів південніше земної екваторіальної площини, за 1100 км на північ від Південного полюса. Вона повністю проходить через Антарктиду та її шельфові льодовики.
Території, що лежать на південь від цієї паралелі, не входять до UTM-зони.
На цій широті під час літнього сонцестояння сонце видно 24 години (полярний день), а під час зимового сонцестояння протягом доби тривають астрономічні сутінки (полярна ніч).

## Список географічних об'єктів, що перетинає 80° пд. ш
Починаючи з Гринвіцького меридіану та рухаючись на схід, 80-та паралель південної широти проходить через:
| Координати                                                  | Континент  | Субконтинент       | Територія | Країни, що претендують на територію |
| ----------------------------------------------------------- | ---------- | ------------------ | --- | ----------------------------------- |
| 80°0′ пд. ш. 0°0′ сх. д. / 80.000° пд. ш. 0.000° сх. д.     | Антарктида | Західна Антарктида | Земля Королеви Мод | Норвегія                            |
| 80°0′ пд. ш. 45°0′ сх. д. / 80.000° пд. ш. 45.000° сх. д.   | Антарктида | Західна Антарктида | Західна Австралійська Антарктична територія, яка містить Землю Ендербі, Землю Кемпа, Землю Мак-Робертсона, Землю Принцеси Єлизавети, Землю Вільгельма II, Землю Королеви Мері та Землю Вілкса | Австралія                           |
| 80°0′ пд. ш. 136°0′ сх. д. / 80.000° пд. ш. 136.000° сх. д. | Антарктида | Західна Антарктида | Земля Аделі | Франція                             |
| 80°0′ пд. ш. 142°0′ сх. д. / 80.000° пд. ш. 142.000° сх. д. | Антарктида | Західна Антарктида | Східна Австралійська Антарктична територія, яка містить Землю Георга V[en], Землю Оутса та Землю Вікторії                                                                                     | Австралія                           |
| 80°0′ пд. ш. 160°0′ сх. д. / 80.000° пд. ш. 160.000° сх. д. | Антарктида | Західна Антарктида | Територія Росса | Нова Зеландія                       |
| 80°0′ пд. ш. 150°0′ зх. д. / 80.000° пд. ш. 150.000° зх. д. | Антарктида | Східна Антарктида  | Земля Мері Берд Земля Елсворта | Жодна країна не претендує           |
| 80°0′ пд. ш. 90°0′ зх. д. / 80.000° пд. ш. 90.000° зх. д.   | Антарктида | Східна Антарктида  | Чилійська Антарктика (частина Землі Елсворта) | Чилі                                |
| 80°0′ пд. ш. 80°0′ зх. д. / 80.000° пд. ш. 80.000° зх. д.   | Антарктида | Східна Антарктида  | Земля Елсворта | Чилі та Велика Британія             |
| 80°0′ пд. ш. 74°0′ зх. д. / 80.000° пд. ш. 74.000° зх. д.   | Антарктида | Східна Антарктида  | Антарктичний півострів | Аргентина, Чилі та Велика Британія  |
| 80°0′ пд. ш. 53°0′ зх. д. / 80.000° пд. ш. 53.000° зх. д.   | Антарктида | Східна Антарктида  | Шельфовий льодовик Фільхнера | Аргентина та Велика Британія        |
| 80°0′ пд. ш. 25°0′ зх. д. / 80.000° пд. ш. 25.000° зх. д.   | Антарктида | Західна Антарктида | Земля Котса, частина Британської Антарктичної Території | Велика Британія                     |
| 80°0′ пд. ш. 20°0′ зх. д. / 80.000° пд. ш. 20.000° зх. д.   | Антарктида | Західна Антарктида | Земля Королеви Мод | Норвегія                            |